# Annibale Riccò
Annibale Riccò, född den 15 september 1844 i Modena, död den 23 september 1919 i Rom, var en italiensk astronom.
Riccò blev 1890 direktor för observatoriet och professor vid universitetet i Catania. Han författade en stor mängd avhandlingar inom astrofysiken, den praktiska astronomin, meteorologin och geodesin. Riccò är bekant särskilt genom sina observationer över solfläckarna och andra arbeten inom solfysiken. Han tilldelades Janssenmedaljen 1906 och Jules Janssens pris 1914.
Asteroiden 18462 Ricco är uppkallad efter honom.